# DiverCity
Divercity era un parque temático colombiano para niños entre 3 y 12 años, ubicado en 6 ciudades latinoamericanas: Bogotá, Medellín, Barranquilla, Panamá, Lima y Guatemala. Este parque temático nació en el Centro Comercial Santafé (Bogotá) en mayo de 2006 con  un área de 5.200m². Era similar al Kidzania de México.

## Historia
Divercity nace en mayo de 2006 en el Centro Comercial Santafé (Bogotá). Cuatro años después el gerente de Eduparques Juan Manuel Borda planeó una nueva sede en Colombia que fuese en Medellín en el nuevo Centro Comercial Santafé (Medellín), donde abrió sus puertas al público el 8 de mayo de 2010, pero lo mismo pasó en Barranquilla, donde antes Juan Manuel Borda había puesto su construcción y fue inaugurado el 28 de octubre de 2010 en el Centro Comercial Buenavista, antes en junio de 2010 Borda había mandado a hacer la tercera sede, pero esta sede no iba a ser de Colombia, sino en otro país, fue en Lima, Perú, con un área de 7200 m² en el Jockey Plaza Shopping Center, el 6 de enero de 2011. En agosto de 2014 y teniendo como presidente al Dr. Víctor García Divercity continua su plan de expansión inaugurando Divercity Guatemala en el Mall Pradera Concepción y próximamente en Ciudad de Panamá. El 12 de mayo de 2019, hubo un incendio en el parque Divercity Barranquilla, el cual nunca se supo las causas, fue el fin para este parque después de casi 9 años de funcionamiento.
Los requisitos al entrar al parque son: Al entrar al parque niños, niñas y adultos deben ingresar a la taquilla donde deberán adquirir el brazalete, este brazalete contiene un microchip que identifica donde se encuentra el visitante, detecta fuego, y cosas de donde el visitante este en peligro.
En octubre de 2020, luego del cese de sus operaciones debido a la pandemia por el COVID-19 en Colombia, Eduparques, la empresa propietaria del parque, anuncia el cierre definitivo de sus operaciones en Colombia. El anuncio se da un mes después de que se informara el cierre de sus operaciones en Medellín.
A finales de 2023 se anunció que DiverCity 2.0 abrirá en el segundo semestre de 2024, en Bogotá estará ubicado en la salida a la calle 80, cerca al puente de Guadua, en el nuevo centro comercial «Arena Bogotá». A noviembre de 2024 «Arena Bogotá» no ha sido inaugurado y se desconoce el estado del proyecto «DiverCity 2.0».
Luego de una complicada inauguración y reclamos por parte de los inversionistas, el centro comercial fue rebautizado como «MedPlus», pero no logró cumplir con las metas proyectadas y hoy se encuentra completamente abandonado y acordonado. El único sector en funcionamiento es el recinto de eventos conocido como «Coliseo MedPlus». Se desconoce el estado real del proyecto «DiverCity 2.0», pues no ha habido pronunciamientos recientes por parte de sus responsables, y sus redes sociales permanecen inactivas desde su cierre en 2020.[cita requerida]